# Porte sud du baptistère de Florence

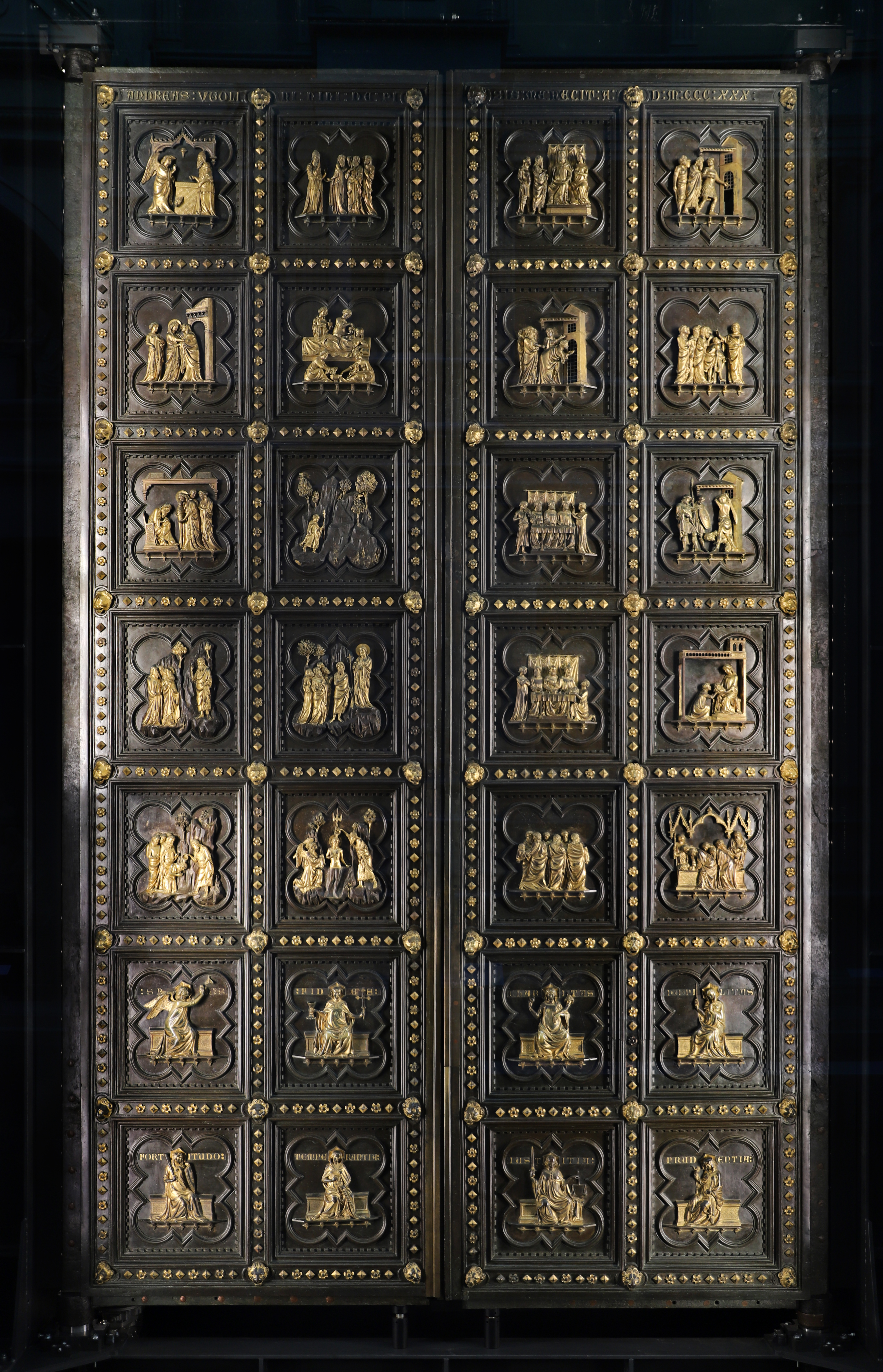
Portail sud du Baptistère, par Andrea Pisano, restauré en 2019. Museo dell'Opera del Duomo, Florence.

La porte sud du baptistère de Florence, en bronze doré (577 × 428 cm), a été conçue par Andrea Pisano et coulée par Leonardo d'Avanzo avec l'aide de leurs collaborateurs respectifs, entre 1329 et 1336. L'œuvre, signée en haut, est la seule d'Andrea à porter cette reconnaissance souhaitée par l'artiste : ANDREAS VGOLINI NINI DE PISIS ME FECIT ADMCCC.XXX. Le cadre à motifs végétaux est l'œuvre de Vittore Ghiberti, datable de 1453-1466.
Les deux portes, après une restauration complète, ont été transportées au Museo dell'Opera del Duomo en 2009 et remplacées par des copies. Elles se trouvent désormais au musée, à proximité des autres portes originales du baptistère.

## Histoire
L'Arte di Calimala, responsable du baptistère de Florence, décida en 1322 de recouvrir de panneaux de bronze la porte en bois existante du côté est, qui fait face à la cathédrale. Le fait que la porte ait été ensuite déplacée vers le côté sud, en 1452, selon un rapport de Vasari qui a été répété par presque toutes les sources jusqu'à aujourd'hui, a été récemment remis en question en raison de divergences dans les mesures entre les deux ouvertures. L'ouverture du côté sud n'était certainement pas négligeable, puisque c'est par là qu'entraient les parrains et marraines avec les enfants à baptiser.
L'orfèvre Piero di Jacopo fut chargé de la nouvelle œuvre, mais les résultats durent paraître décevants, car, en 1329, le projet fut modifié pour la refaire entièrement en métal. Piero fut ensuite envoyé à Pise pour étudier la porta di San Ranieri, que Bonanno Pisano avait réalisée pour la cathédrale de cette ville, et, en même temps, un légat fut envoyé à Venise à la recherche d'un artisan capable de couler le bronze et de redresser les jambages déjà coulés avec divers défauts.
On fit alors appel au Vénitien Leonardo d'Avanzo, qui réalisa l'encadrement des portes avec l'aide de divers collaborateurs. Entre-temps, depuis 1330, la conception des panneaux avait été confiée à Andrea Pisano, un artiste familier de Giotto et des œuvres de Nicola et Giovanni Pisano. L'artiste, qui devait également s'occuper de la finition ciselée après la coulée, s'est inspiré de diverses sources : les Histoires de Jean-Baptiste dans les mosaïques de la coupole, la chapelle Peruzzi de Giotto et, en partie, pour les derniers panneaux, les Vertus peintes à fresque dans la chapelle des Scrovegni.
La date de 1330, rapportée avec la signature, doit être comprise comme la date du début des travaux d'Andrea Pisano, qui ne furent conclus qu'en 1336, par suite d'un ralentissement dû à un défaut de coulée. Cette année-là, la porte fut solennellement installée à l'occasion de la fête de San Giovanni, le 26 juin. Les travaux sur la porte sont richement documentés par une copie du XVIIIe siècle des documents originaux (papiers Strozziane, série II, vol. LI, I et II), conservés aux Archives d'État de Florence. Dans ces documents se trouvent les noms de divers collaborateurs, parmi lesquels Piero di Jacopo, Piero di Donato et Lippo Dini.
Traditionnellement, en 1424, la porte aurait eu son emplacement actuel, pour faire place sur le côté le plus important à la porte avec les Histoires du Christ de Lorenzo Ghiberti, jugée plus belle et mise au goût de la Renaissance ; la porte de Ghiberti céda à son tour la place, en 1452, à la porte du Paradis, du même auteur, et finissant du côté nord. Des études plus récentes, basées sur une comparaison des dimensions des portes, amènent pensent au contraire à penser que la porte de Pisano a toujours été située du côté sud, n'apparaissant jamais devant la cathédrale.
Le cadre qui entoure les portes, avec des motifs végétaux, est postérieur, réalisé après la fin des travaux sur la porte du Paradis de Vittore Ghiberti sur la base d'un projet de son père Lorenzo : en 1453, les deux ont en effet stipulé un contrat, mais le premier paiement à Vittore ne remonte qu'à 1456, un an après la mort de son père, c'est pourquoi l'œuvre lui est généralement attribuée. L'exécution se prolongea jusqu'en 1466.
En 2019, la porte a été restaurée, retrouvant une grande partie de la dorure d'origine des figures et des cadres, et placée au Museo dell'Opera del Duomo ; à l'extérieur, elle a été remplacée par une copie.

## Description

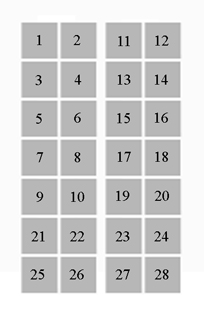
Schéma de la disposition des panneaux de la porte d'Andrea Pisano.

La porte est divisée en vingt-huit panneaux, disposés en sept rangées de quatre, avec des scènes encadrées par un cadre lobé en forme de losange (également connu sous le nom de « compas gothique » ou quadrilobe), qui a renouvelé la typologie des portails romans à panneaux rectangulaires selon un goût plus typiquement gothique. Les quadrilobes sont à leur tour enfermés dans d’autres cadres carrés, ce qui crée une tension continue entre lignes droites, arquées et brisées. Les panneaux sont séparés par des bords dentelés et un cadre avec des rosaces alternant avec de petites pyramides (qui simulent les têtes de clous des portes en bois) et des têtes de lion aux angles.
Les 20 premiers panneaux racontent des épisodes de la vie de saint Jean-Baptiste, en commençant par ceux de la porte de gauche (de 1 à 10) et en continuant sur la porte de droite (de 11 à 20), tandis que les huit autres, dans les deux registres les plus bas, portent des personnifications des trois vertus théologales (de 21 à 23) avec l'ajout de l'Humilité (24) et des quatre vertus cardinales (de 25 à 28), dans la dernière rangée de panneaux en bas. La dorure, avec un amalgame de mercure, a été appliquée aux reliefs des figures et aux motifs ornementaux du cadre.
Il contient un message théologique très complexe qui peut être lié aux scènes de la vie du Baptiste (porte de droite pour ceux qui sortent) et de la mort (porte de gauche).

### Assemblage des panneaux restaurés et redorés en 2019
|                                       |                                      |                                                       |                                                  |  |
| 1. L'Annonce de l'ange à Zacharie.    | 2. Zacharie rendu muet.              | 11. Jean critique Hérode Antipas.                     | 12. L'Incarcération de Jean.                     |  |
|                                       |                                      |                                                       |                                                  |  |
| 3. Visitation.                        | 4. La Naissance de Jean le Baptiste. | 13. Les disciples rendent visite à Jean.              | 14. Les disciples rendent visite à Jésus.        |  |
|                                       |                                      |                                                       |                                                  |  |
| 5. Zacharie écrit le nom de l'enfant. | 6. Jean dans le désert.              | 15. La Danse de Salomé.                               | 16. Décapitation de Jean.                        |  |
|                                       |                                      |                                                       |                                                  |  |
| 7. Jean s'adresse aux Pharisiens.     | 8. Jean annonce la venue du Christ.  | 17. Présentation de la tête de Jean à Hérode Antipas. | 18. Salomé présente la tête de Jean à Hérodiade. |  |
|                                       |                                      |                                                       |                                                  |  |
| 9. Baptême de ses disciples.          | 10. Baptême du Christ.               | 19. Transport du corps de Jean.                       | 20. Enterrement de Jean.                         |  |
|                                       |                                      |                                                       |                                                  |  |
| A. L'Espérance.                       | B. La Foi.                           | C. La Charité.                                        | D. L'Humilité.                                   |  |
|                                       |                                      |                                                       |                                                  |  |
| E. La Force morale.                   | F. La Tempérance.                    | G. La Justice.                                        | H. La Prudence.                                  |  |

## Style
Le style des panneaux intègre des influences multiples, des réalisations récentes de Giotto à l'art gothique et classique français. L'artiste a créé des figures individuelles ou des groupes à forte projection, dans un style sobre et raffiné, rappelant le goût de Nicola et Giovanni Pisano. Chaque composition représente une œuvre en soi, dans laquelle les personnages se détachent sur un fond lisse. Le rapport entre les figures et l'espace n'était pas encore pris en compte, mais l'artiste réussit à créer un nouvel équilibre entre le goût gothique pour la ligne et le plasticisme des sculpteurs toscans.
En particulier, la figure de l'Espérance répond pleinement à l'iconographie établie jusqu'ici : elle est vue de profil et son corps est tendu vers le ciel, tout comme ses bras et son regard ; même si on ne peut le voir, on peut dire que c'est un ange qui place la couronne au-dessus d'elle ; elle est également ailée, mais contrairement à l'élan qui imprégnait la Vertu de Giotto (présente dans la chapelle Scrovegni à Padoue), elle apparaît assise, bien que sa robe richement drapée suggère un léger déplacement vers l'ange.

## Le cadre

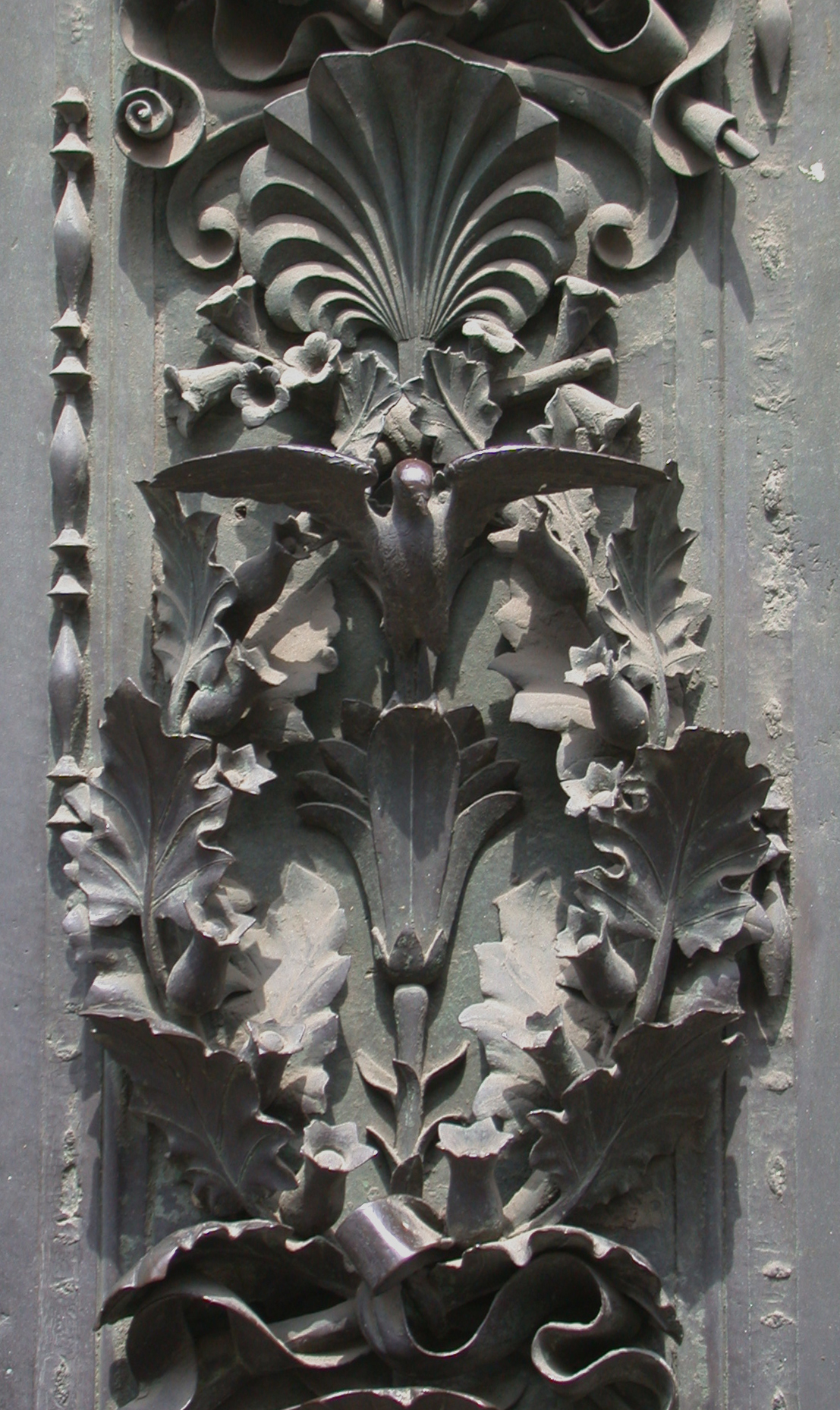
Motif ornemental sur le montant.

Le cadre extérieur, réalisé par Vittore Ghiberti d'après un dessin de son père, présente des feuillages, de petits animaux et des figures humaines composées avec grâce, probablement d'après un dessin de son père, Lorenzo Ghiberti, en 1453-1466. L’étude récemment conclue sur les espèces végétales signalées a révélé un message symbolique précis. Dans les coins inférieurs se trouvent des représentations d'Adam, à gauche, et d'Ève à droite : la première est surmontée d'un vase avec l'huile de vie et de plantes (olivier, épis de blé, lys) et d'animaux positifs, liés aux concepts de fertilité et de salut, par le lavage du péché originel avec le baptême ; la seconde, en revanche, présente les attributs typiques des sorcières du fuseau et de la quenouille, ainsi que de la Fortune adverse (voile gonflée par le vent et l'instabilité), surmontée du vase avec l'huile des sorcières et les plantes psychotropes avec lesquelles elle était préparée, comme le pavot, le houx, le physalis, l'ancolie, la viorne (manche des balais), le sorgho (partie flexible des balais) et la jusquiame.
Dans les coins supérieurs se trouvent deux chérubins avec des cornes d'abondance. Les emblèmes de fortune, repris de la statue de la colonne de l'Abondance (ou Dovizia) sur la Piazza della Repubblica, font allusion à l'espoir que la société florentine plaçait dans les enfants baptisés.

## Sculptures du couronnement

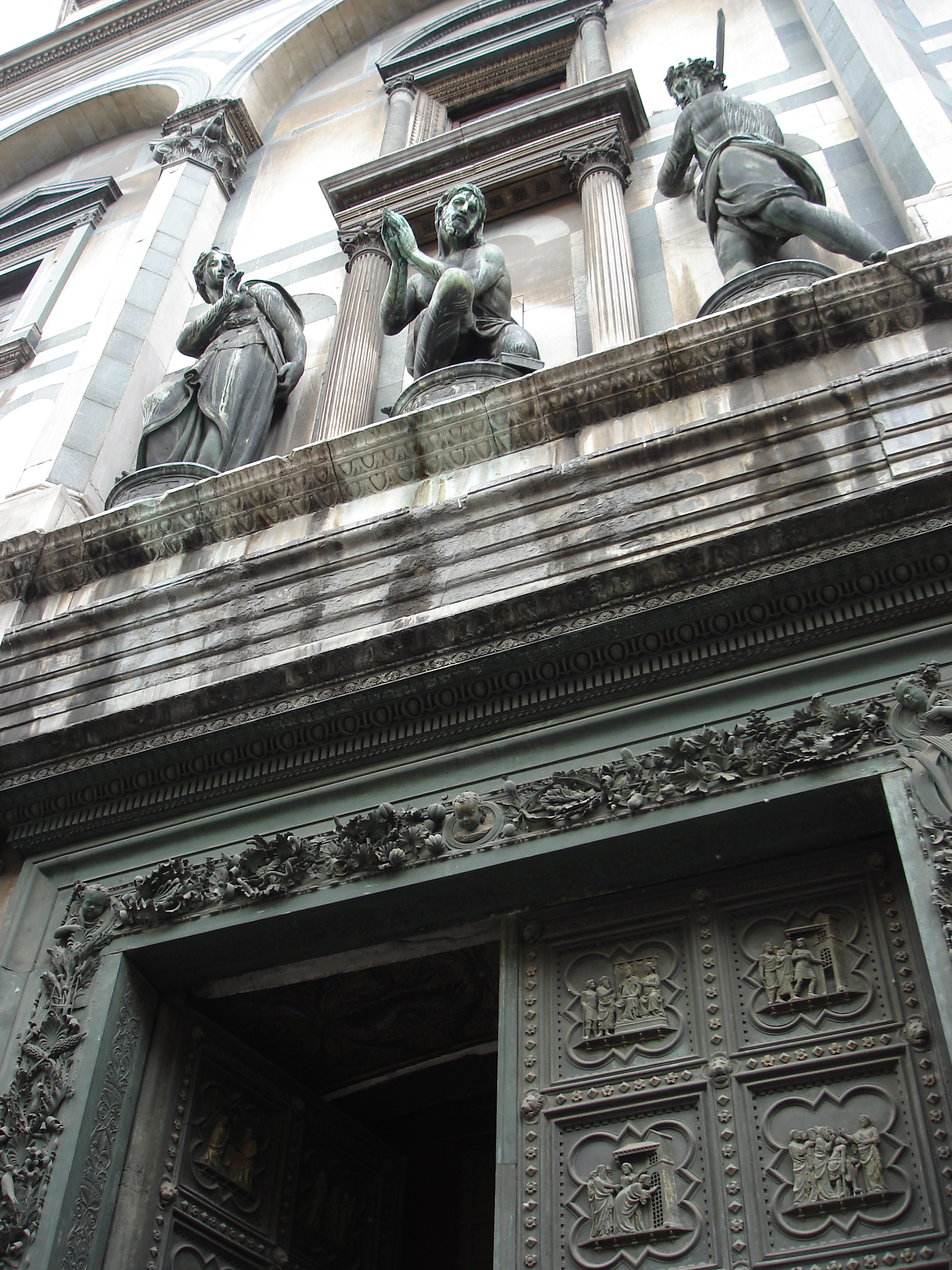
Groupe du couronnement.

La porte est couronnée, comme les autres, par un groupe sculptural, avec le Baptiste et le bourreau durant l'exécution, en présence de Salomé, de Vincenzo Danti (1571), restauré en 2008 et depuis lors conservé au Museo dell'Opera del Duomo et remplacé par des copies à l'extérieur.